# Salpa maxima
Salpa maxima är en ryggsträngsdjursart som beskrevs av Forskal 1775. Salpa maxima ingår i släktet Salpa och familjen bandsalper. Inga underarter finns listade i Catalogue of Life.